# Svidřík

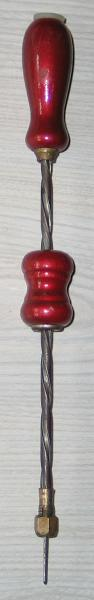
Svidřík s jednoduchým závitem

Svidřík je jednoduché mechanické zařízení, které převádí přímočarý pohyb na pohyb rotační. Různé konstrukce se od pravěku užívaly k vrtání i k rozdělávání ohně.

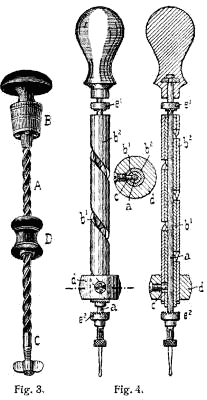
Svidříky se závitem

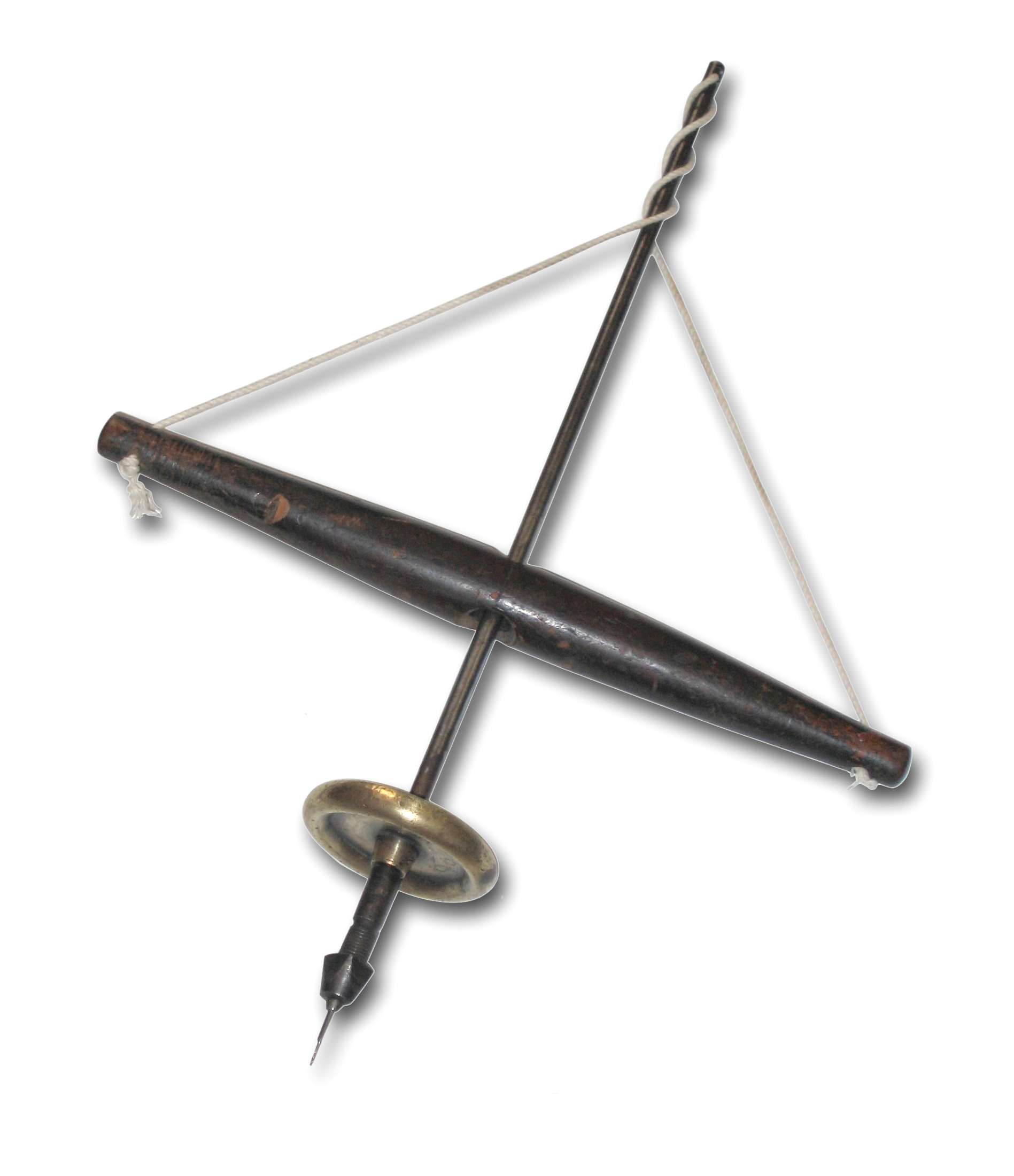
Zlatnický svidřík (19. stol.)

## Svidřík se závitem
Může to být hřídel s velmi strmým závitem, jednoduchým nebo pravým a levým, po níž se ručně pohybuje ořech nebo člunek s kamenem, který klouže v drážkách závitu. Svidřík s jednoduchým závitem se otáčí střídavě doleva a doprava. Svidřík s dvojím závitem umožňuje i volbu směru otáčení. Pokud je kámen při pohybu dolů veden v pravotočivé drážce a při pohybu nahoru v levotočivé, bude se hřídel otáčet doprava, při opačném uspořádání doleva. Svidříkem mohou být vybaveny různé ruční nástroje, zejména ruční svidříkové vrtačky a svidříkové šroubováky, ale i některé dětské hračky (kupříkladu mechanické káči).
Na horním konci hřídele svidříkových nástrojů je volně otočná rukojeť, kterou člověk drží obvykle v levé ruce a tlačí tak na nástroj, na dolním konci hřídele je jednoduché sklíčidlo, do něhož se upíná vrták, šroubovák a podobně. Svidříkové vrtačky se používají k vrtání malých otvorů do dřeva a měkčích materiálů a to nejčastěji kopinatým vrtákem.
Existuje i modifikace s jedinou rukojetí, do které se hřídel zasouvá proti vratné pružině.

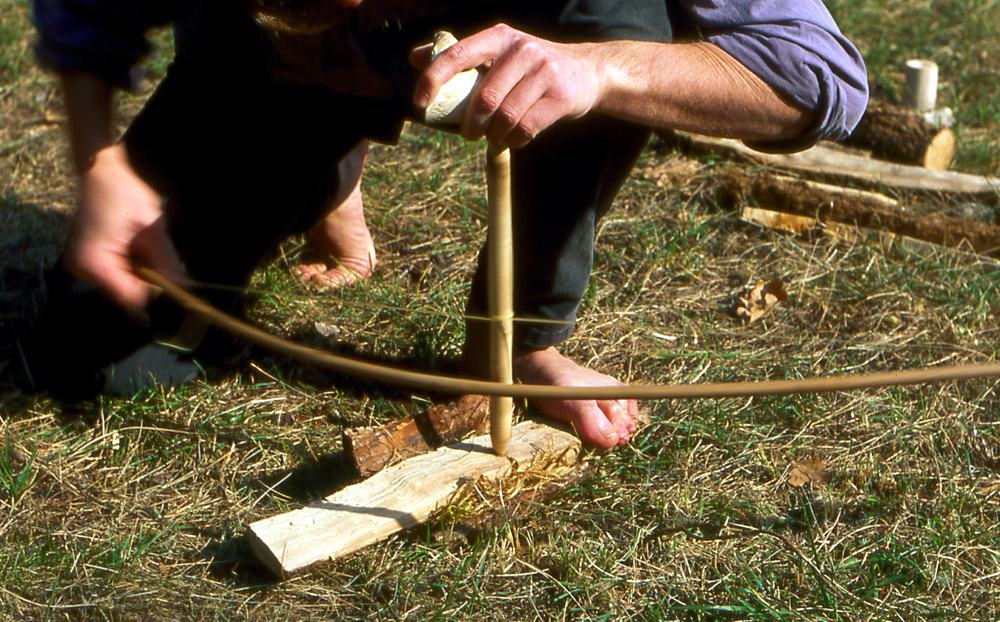
Smyčcový svidřík (luk) na rozdělávání ohně

## Jiné konstrukce
Označení svidřík se někdy používá i pro jiné druhy vrtacího nářadí, jako je:
- Takzvaný luk, patrně nejstarší vrtací zařízení, kde se vrták otáčí střídavým pohybem luku, jehož tětiva je kolem vrtáku obtočena. Pravá ruka pohybuje lukem, levá tlačí na vrták. Užíval se od pravěku k rozdělávání ohně, k soustružení i k vrtání, později už jen v hodinářství k vrtání velmi malých otvorů a k vrtání perel.
- Zlatnický svidřík (trajl, z něm. Drill), který tvoří hřídel se setrvačníkem, sklíčidlem a vrtákem a na něm volně kluzné příčné ráhno. Konci ráhna je provlečen řemínek, který prochází i otvorem na horním konci hřídele. Na začátku se řemínek pomocí ráhna natočí na hřídel, vrták se nasadí na správné místo a lehkým tlakem na ráhno se hřídel s vrtákem roztočí. Při kmitavém pohybu ráhna nahoru a dolů se hřídel otáčí střídavě oběma směry, jak se řemínek tlakem ruky na ráhno odvíjí a díky setrvačníku zase navíjí na hřídel. Výhodou zlatnického svidříku je, že se ovládá jednou rukou, takže levá ruka může držet vrtaný předmět. Vrtání však vyžaduje jistý cvik. I toto zařízení je vyobrazeno už na starověkých egyptských reliéfech.